# Dương Khang
Dương Khang (phồn thể: 陽康, giản thể: 陽康, bính âm: Yang Kāng). hay Hoàn Nhan Khang (tiếng Trung: 完顏康, bính âm: Wányán Kāng) là một nhân vật trong tiểu thuyết Anh hùng xạ điêu của Kim Dung.

## Tóm tắt
Dương Khang là người thông minh, cơ trí, võ công được học từ Khưu Xứ Cơ và học được vài chiêu trong Cửu Âm Bạch Cốt Trảo do Mai Siêu Phong dạy.
Dương Khang là con của Dương Thiết Tâm và Bao Tích Nhược, quê tại Ngưu Gia Thôn. Cái tên Dương Khang là do đạo sĩ phái Toàn Chân, Trường Xuân Tử Khưu Xứ Cơ đặt cho với ý nghĩa mong y và người anh em kết nghĩa Quách Tĩnh không quên mối nhục Tĩnh Khang của Đại Tống ngày trước.
Vương gia nước Kim là Hoàn Nhan Hồng Liệt vì say mê nhan sắc mẹ y, đã mang quân tấn công Ngưu Gia Thôn. Cha Khang mất tích, mẹ Khang đành tạm thời nhận Hoàn Nhan Hồng Liệt làm chồng. Khang khi sinh ra mang họ Hoàn Nhan, gọi là Hoàn Nhan Khang và được Khưu Xứ Cơ nhận làm học trò, truyền thụ võ nghệ cho. Nhưng võ công của đạo gia mất nhiều công sức, lại không phù hợp với tính cách đểu giả của Khang, nên y đã cưu mang Mai Siêu Phong, cho bà ta nơi trú ngụ và bái bà ta làm sư phụ, nhờ đó học được Cửu Âm Bạch Cốt Trảo (ở thời đại đó, y là người duy nhất ngoài Mai Siêu Phong luyện được môn võ độc đáo này).
Sau do tình cờ Khang phát hiện ra mình thực là con Dương Thiết Tâm nên lấy lại tên là Dương Khang, học Dương gia thương pháp. Một mặt Khang kết nghĩa anh em với Quách Tĩnh, nhưng trong lòng vẫn ôm mộng giàu sang phú quý, đi theo phò tá Hoàn Nhan Hồng Liệt chống lại quê hương mình, gây ra rất nhiều tội ác, lừa thầy phản bạn.
Dương Khang giết Âu Dương Khắc và năm người trong nhóm Giang Nam Thất Quái để mong được Tây Độc Âu Dương Phong nhận làm đồ đệ. Âm mưu đó bị Hoàng Dung phát hiện, y định giết người diệt khẩu nhưng lại gậy ông đập lưng ông, trúng độc chết.
Dù sống bạc nhược với đồng hương, song Dương Khang rất chung tình, có một người con trai với Mục Niệm Từ - người duy nhất mà anh ta yêu, được Quách Tĩnh đặt tên là Dương Quá. Khác với cha, Dương Quá khi lớn lên được người đời coi là một vị anh hùng với tên gọi Thần điêu đại hiệp. Đây cũng là nhân vật chính trong tiểu thuyết tiếp theo, Thần điêu hiệp lữ.

## Phim ảnh
- Anh hùng xạ điêu

Lương Tiểu Long (1976),
Miêu Kiều Vỹ (1983),
Phan Hoành Bân (1988),
La Gia Lương (1994),
Châu Kiệt (2003),
Viên Hoằng (2008),
Trần Tinh Húc (2017),
- Thần điêu hiệp lữ

Trần Hiểu (2014),